# Пензинский замок
Пензинский замок (пол. Zamek w Pęzinie, нем. Schloss Pansin) — одно из лучше всего сохранившихся жилищно-оборонительных сооружений Померании, расположенное над рекой Кремпель и ее притоком Пензинкой в селе Пензино в гмине Старгард Старгардского повета Западнопоморского воеводства в Польше.

## История

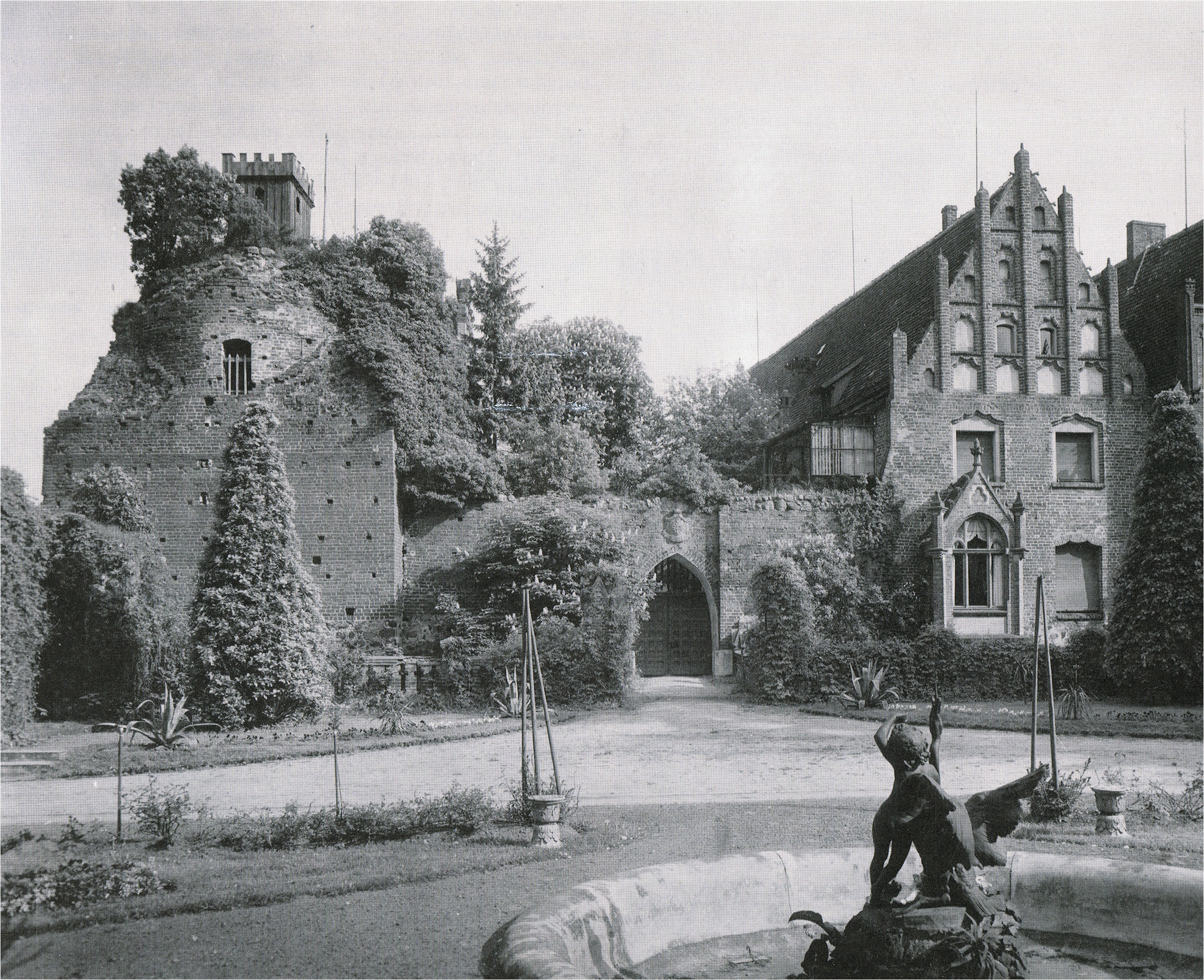
Вид замка с южной стороны, около 1920 г.

Замок (в первоначальном виде) был построен на рубеже XIV—XV веков рыцарями ордена госпитальеров Святого Иоанна, которые с 1382 года были владельцами Пензина (они приобрели его у рода Борков). Он имел хорошие оборонительные качества, которые усиливались его расположением между двух рек. Замок, выстроенный на искусственном холме, состоял из оборонительных стен, которые образовывали неправильный четырехугольник и жилого дома, примыкавшего к восточной части стен. В юго-западном углу комплекса была построена мощная башня конечной обороны. Жилое крыло имело окна только с западной внутренней стороны.
В 1492 году замок перешел во владение рода Борков как наследственный лен ордена в частном владении. Сначала Борки проводили лишь незначительные строительные работы, пробивая, между прочим, оконные проемы в восточной части стены и украшая жилое крыло декоративными щипцами. Около 1600 года начались масштабные строительные работы, в ходе которых, среди прочего, было построено трехэтажное жилое крыло и вообще весь замок был превращен на ренессансную резиденцию с частично сохранившимися оборонительными формами. Дома был оштукатурены и покрыты рустикацией.
С 1680 года замком управляла род Путткамеров, которые в 1703 году стали его владельцами. В середине XIX века они пристроили к замку новое крыло в неоготическом стиле. В 60-х годах XIX века Путткамеры благоустроили окрестности замка, снеся хозяйственные постройки. На их месте были заложены парковые зоны, а также построен садовый павильон. Там же находятся руины часовни.
В 1935 году в восточном крыле вспыхнул пожар, который нанес ему серьезные повреждения. Во время реконструкции, проведенной в 1936—1940 годах, была построена общая стропильная система для готического и неоготического крыльев, а также произведено выравнивание их очертаний. Рядом с южной частью стен было построено новое, так называемое, надбрамное крыло (с переездом, ведущим во внутренний двор).
После Второй мировой войны замок перешел во владение сельскохозяйственного предприятия из Пензина. Состояние замка постепенно ухудшалось. В 1977 году начался генеральный ремонт замка, который должен был стать усадьбой Комбината государственных сельскохозяйственных предприятий. Была предпринята попытка восстановить внешний вид здания 1939 года. Планировалось, что в замке также будут располагаться библиотека и региональный музей. Реконструкция была завершена в 1990 году. Вследствие политических перемен, которые вскоре произошли, уже в 1996 году замок продали частному собственнику.

## Архитектура
Этапы строительства замка
Западное (ренессансное) крыло прилегает к башне с юга и имеет близкую к ней ширину (около 10 м). Это трехэтажное здание с подземельем. На этажах есть по одной большой зале. Зала первого этажа имеет цилиндрический свод с люнетами и используется в гастрономических целях. Зала на втором этаже имеет железобетонную потолок, облицованный древесиной, имитирующей ее довоенный вид. Эта зала посвящена истории замка; здесь также есть ренессансный камин и данскер в форме эркера. В зале на третьем этаже представлена выставка исторических костюмов, связанных с придворной культурой. Выставка создана благодаря финансовой поддержке Европейского Союза. На чердаке есть несколько комнат, разделенных фахверковыми стенами.
Восточная часть замка в наше время состоит из двух крыльев, примыкающих друг к другу длинными сторонами: готического (с запада) и неоготического (с востока).
Вход в готическое крыло сперва находился посередине фасада со стороны двора (сейчас он расположен в надбрамном крыле). Нынешний вид фасада со стороны двора был реализован во время ремонтно-модернизационных работ в 1902 году на основе иконографических источников и внешнего вида сохранившейся верхней северной части. Во время ремонта в 1935—1940 годах крыло было слегка вытянуто с южной стороны и была выстроена новая щипцевая стена. Щипцовая стена с северной стороны сохранила позднеготические элементы (включая окно, увенчанное аркой).
Неоготическое крыло, имеющее такую же высоту, как и готическое, было построено в 1853 году по проекту берлинского архитектора Иоганна Генриха Старка. Сначала оно было накрыто отдельной крышей. Унификация кровельного покрытия, вместе с его повышением, состоялась во время ремонта в 30-х годах XX века.
Южное или надбрамное крыло было построено 1936—1940 годах с использованием существующей здесь куртинной стены и въездное брамы, которая располагалась в ней по центру. Со стороны двора была добавлена аркадная стена, на которой надстроено помещение второго этажа, с пятью достаточно большими окнами с внешней стороны. Все крыло было покрыто двускатной крышей. В наше время на уровне первого этажа находятся переходы в восточное крыло и в подземелье башни. Над воротами (снаружи) находится герб рода Путткамеров, датируемый началом XVIII века.
С севера замковый двор ограничивается куртиновой стеной, в которой во второй половине XVIII века была выбита брама, которая вела к парку. Из-за разницы в высоте, к воротам снаружи добавили деревянную рампу, которая обеспечивала возможность безопасного спуска. В наше время рампы нет, а ворота постоянно закрыты. Над воротами на высоте второго этажа находится узкий коридор, соединяющий западное и восточное крылья.
Башня конечной обороны расположена в юго-западном углу замка. Нижняя часть башни была построена на квадратном плане из эрратических валунов. Верхние части, имеющие форму круга, были построены из кирпича. Первоначальная высота башни неизвестна, предполагается, что она могла составлять около 25 м. Внутри башни находится подземелье глубиной 14,5 м. Это небольшая комната на квадратном плане (длина стороны всего 2 м). В него можно добраться только сверху, используя веревку или длинную лестницу.

## Галерея

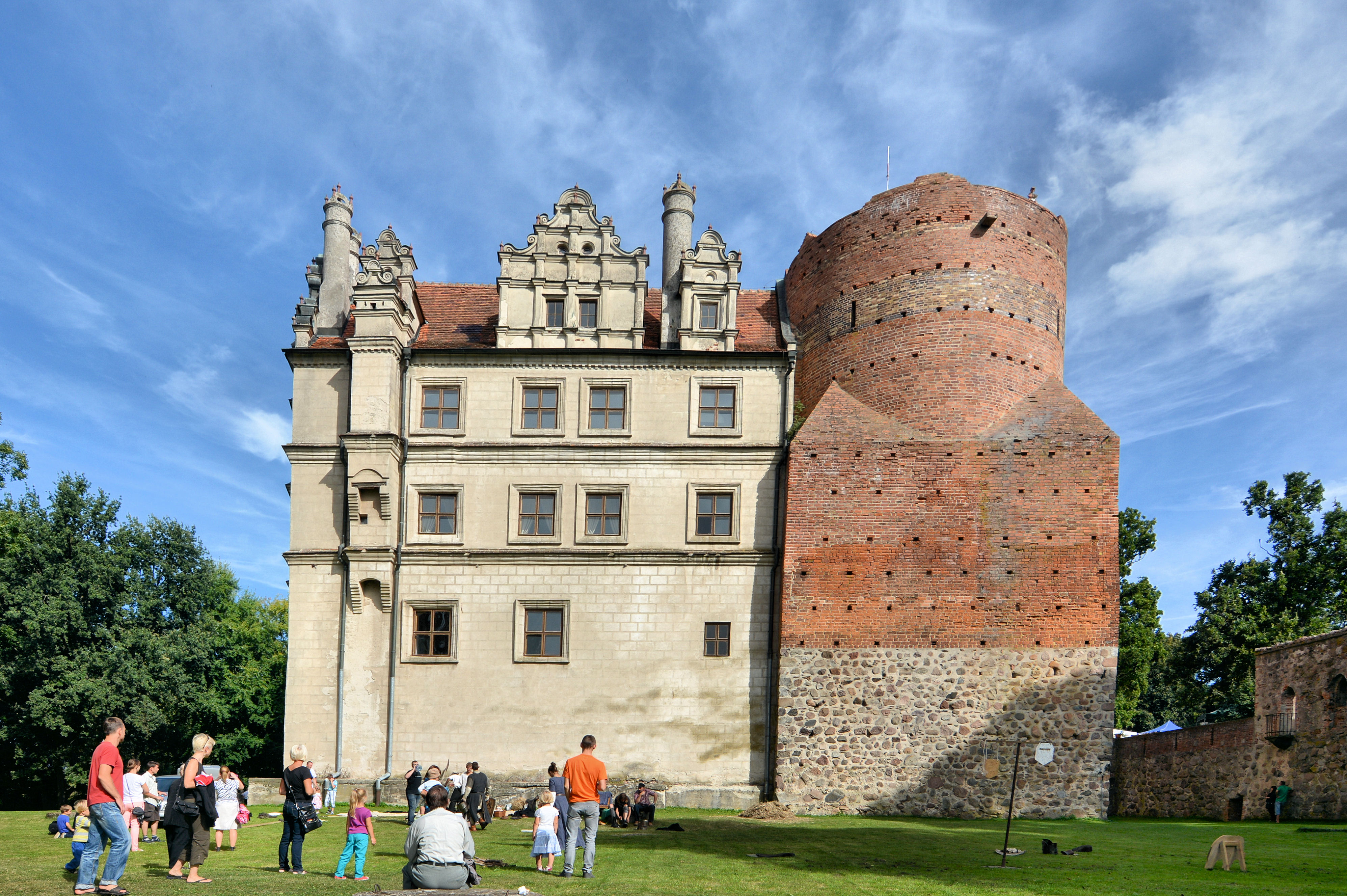
Западное крыло и башня
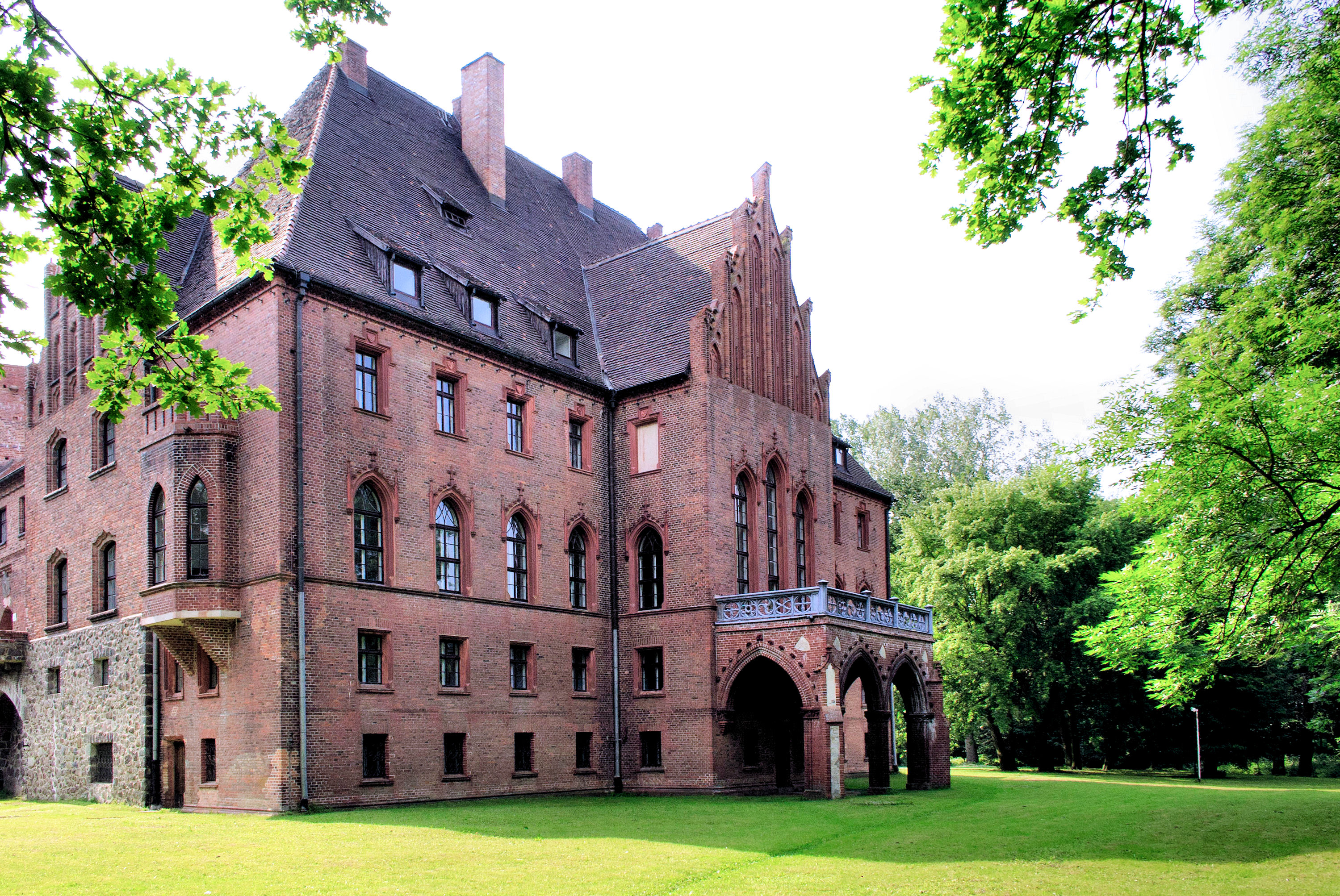
Восточное крыло
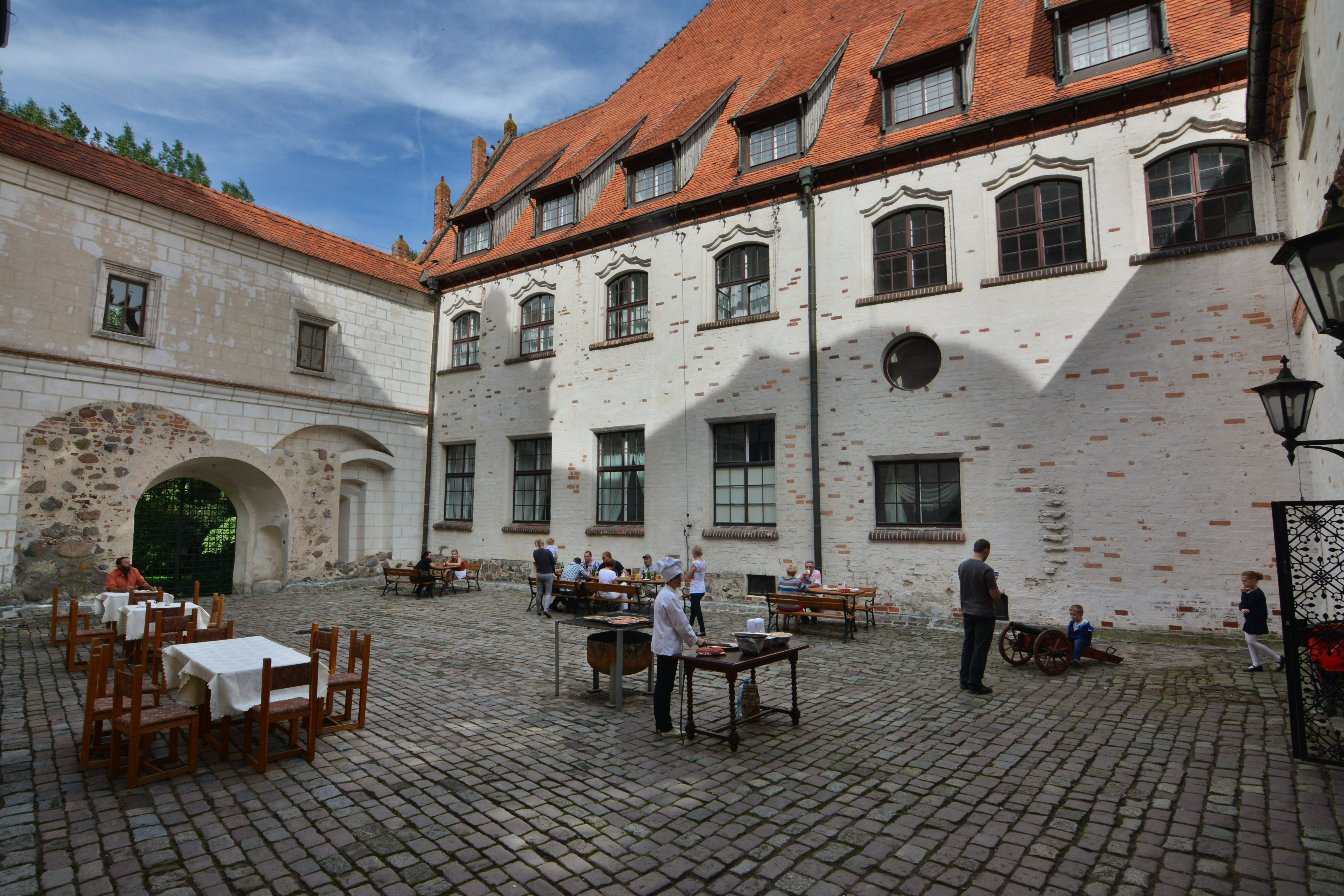
Восточное крыло со стороны двора
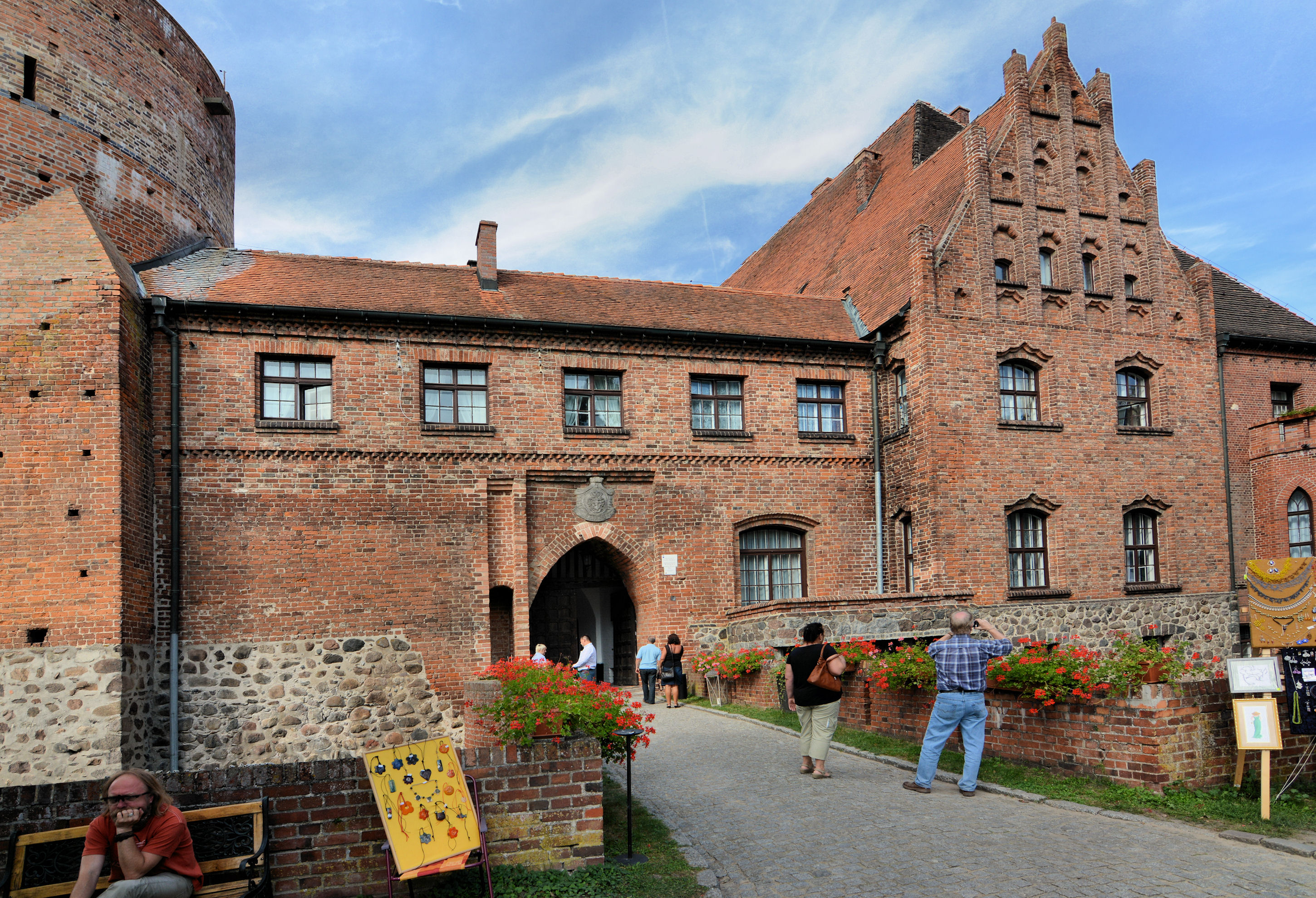
Надбрамное крыло
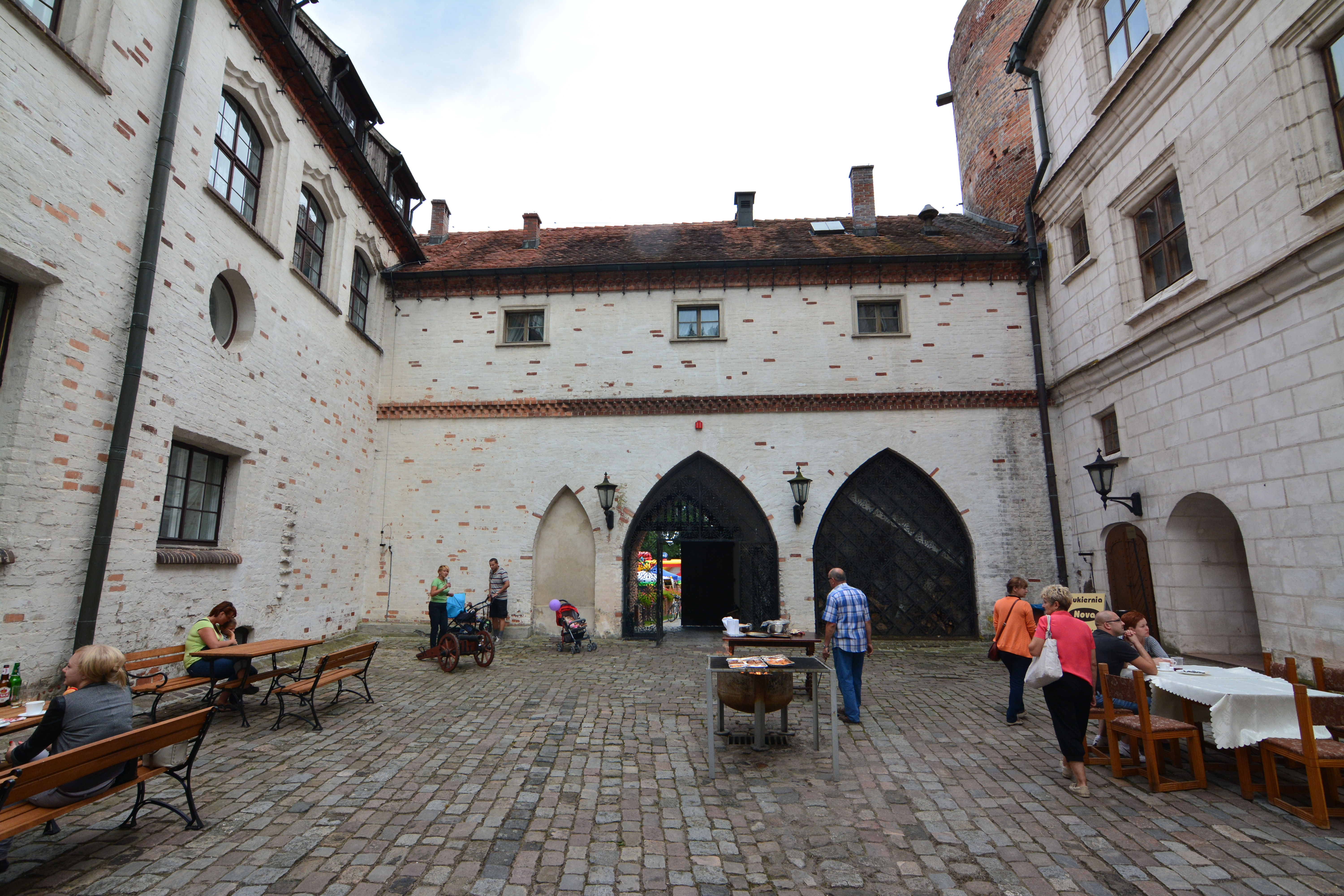
Надбрамное крыло со стороны двора
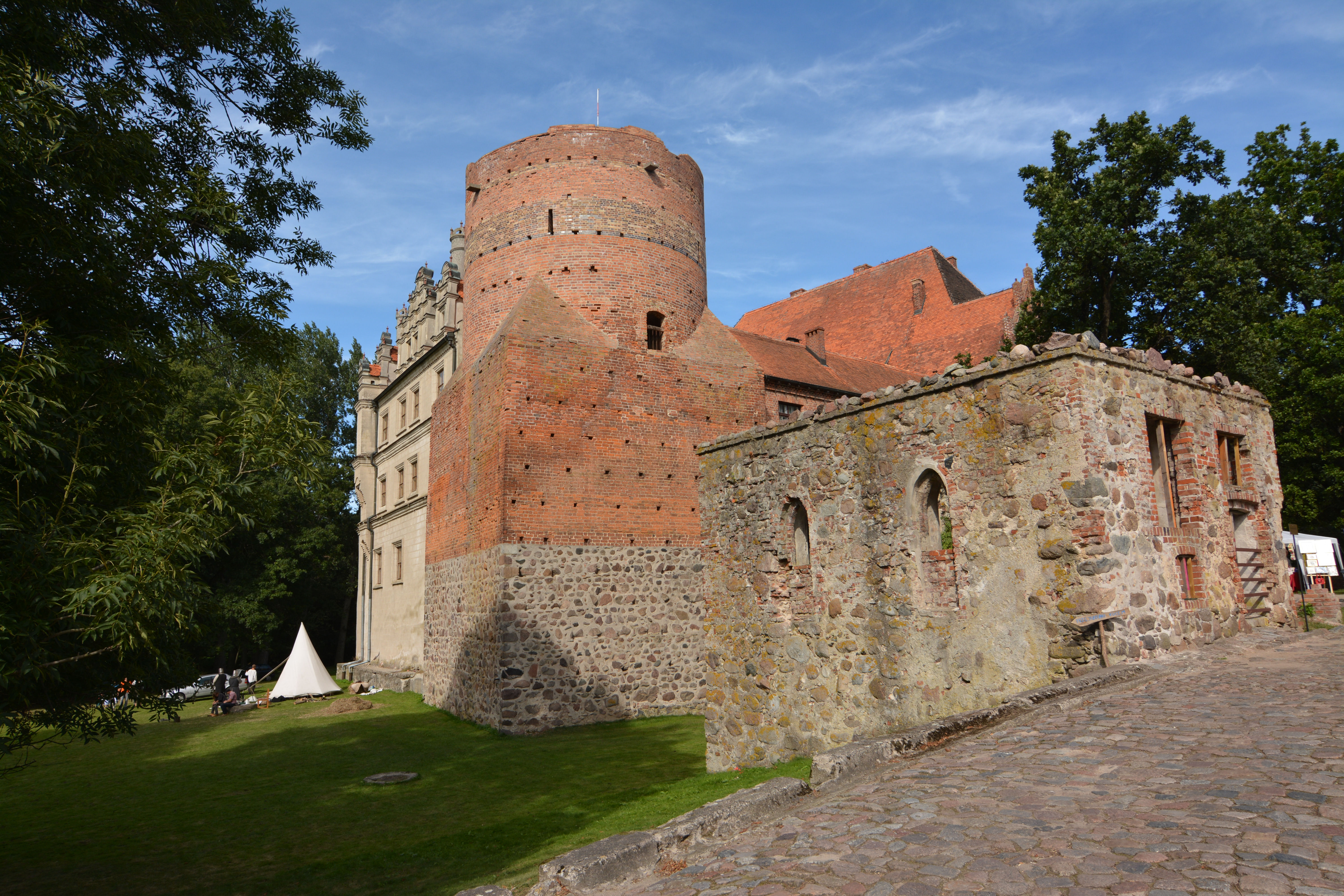
Башня конечной обороны
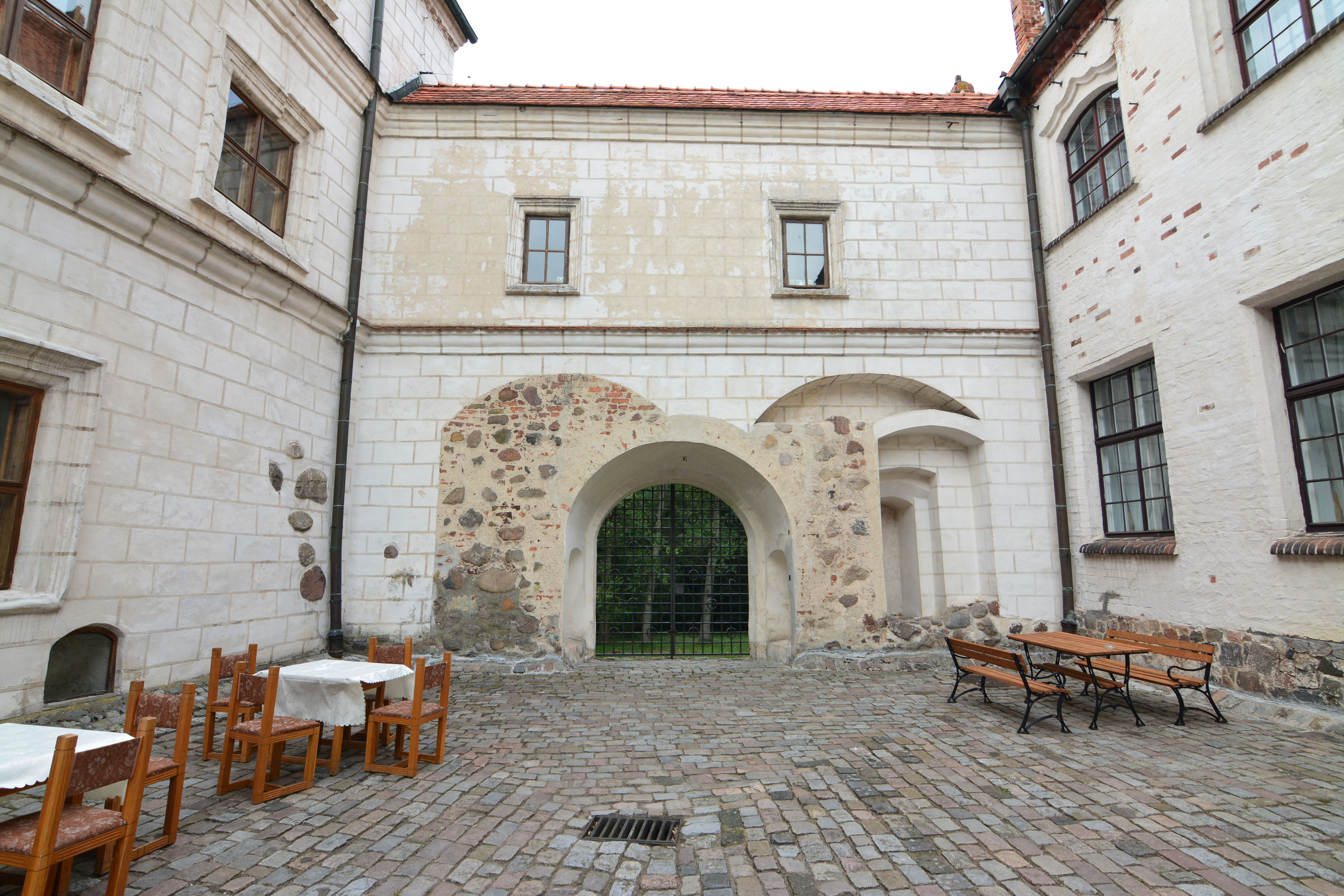
Северная куртина со стороны двора